# Cina - Crimini nella Città Proibita
Cina - Crimini nella Città Proibita (Chine: Intrigue dans la Cité interdite) è un videogioco di avventura grafica, sviluppato e pubblicato dalla Cryo Interactive nel 1998 per Microsoft Windows e PlayStation in collaborazione con Canal+ e Réunion des Musées Nationaux.

## Trama
Anno 1775, Città Proibita, Pechino. Anjing, appena nominato Sovrintendente della Casa Imperiale dall'imperatore Qianlong, viene incaricato da quest'ultimo di investigare sulla morte di Wang, capo eunuco della Sala della Cultura, residenza dell'Imperatore, in quanto egli è stato trovato morto ai piedi del trono nella Sala della Suprema Armonia, uno dei luoghi simbolici più importanti della città. Grazie a una lettera da lui scritta e consegnata all'imperatrice vedova Douairiere, sotto la quale lavorava il capo eunuco, Anjing scopre che questi possedeva numerosi talenti, soprattutto nella meccanica, ed esamina dunque i suoi vari ingegnosi meccanismi, dove trova delle confessioni scritte e indizi nascosti che rivelano che egli era un complice involontario di un complotto: egli era infatti coinvolto nella contraffazione di opere importanti, tra cui gli augusti sigilli imperiali. Nelle sue confessioni, Wang ha anche citato il suo diretto deputato, l'eunuco Ma, ora succedutogli in qualità di capo eunuco dopo che era stato il suo assistente.
Anjing si mette dunque alla ricerca di Ma per interrogarlo, ma lo trova morto nella Tana della Tigre, il cosiddetto passaggio che consente agli eunuchi di passare da una parte all'altra del cortile. Il Sovrintendente interroga allora il successivo capo eunuco Wen, che lavora nella Sala della Possente Verità, dove si trovano i sigilli imperiali. Compiute le investigazioni dei sigilli, che sono stati contraffatti, Anjing entra poi nell'ufficio di Wen, dove scopre delle prove inconfutabili, ma improvvisamente irrompe lo stesso Wen, pugnalato alla schiena, che cade tra le sue braccia e prima di spirare pronuncia il nome del direttore Li, responsabile dell'ufficio delle petizioni interne. Le tracce portano Anjing ai Giardini Imperiali, ma quando vi giunge, vede un eunuco fuggire da una tana dei Giardini, vi entra e vi trova il cadavere di Li. Esaminato il corpo, Anijng trova una lista con quattro nomi: Wang, Ma, Wen e Jin Cao; i primi tre nomi sono contrassegnati e Anjing decide di trovare Jin Cao, nuovo capo eunuco, prima che sia troppo tardi. Saputo che Jin ha visitato gli uffici della Casa Imperiale, dove Anjing lavora, quest'ultimo vi giunge e trova Jin accoltellato; in punto di morte, gli confida il nome della sua signora Shouxiu, la quarta concubina dell'imperatore.
Dopo un'investigazione nei di lei appartamenti, Anjing trova un documento trattasi di un falso testamento che nomina suo figlio, il principe Yong Song, successore dell'imperatore; la concubina Shouxiu scoppia in lacrime e viene convinta a confessare che il principe Song è in realtà del tutto estraneo al complotto, e che il suo vero complice è il Sovrintendente Da, che dovrebbe essere il reggente. Anjing raggiunge Da, lo sconfigge e lo fa arrestare, per prendere poi un progetto che mostra la macchina che avvelenerà l'imperatore al momento opportuno; raggiunge quindi la Sala della Suprema Armonia, dove risiede l'imperatore, e disattiva il meccanismo che si trovava sotto il seggio imperiale. Il gioco finisce così con Anjing che viene premiato con numerosi doni e promozioni, Da che si toglie la vita nella prigione dove attendeva di essere giudicato, e la concubina Shouxiu che accetta di venire internata in un convento, con il benestare dell'imperatore, senza che suo figlio venga in alcun modo toccato.

## Modalità di gioco
Come in Egypt 1156 a.C.: l'enigma della tomba reale, altro gioco della Cryo Interactive uscito l'anno prima, il gioco è dotato del gameplay da punta e clicca a 360° gradi, e contiene numerosi punti informativi sulla vita locale (in questo caso la dinastia manciù dei Qing). Le tre modalità di gioco presenti sono il gioco vero e proprio, la visita virtuale (una sorta di gioco libero dove è possibile esplorare liberamente tutti gli ambienti di gioco) e l'enciclopedia.

## Personaggi
- Anjing: protagonista e personaggio giocante dell'avventura, è un giovane aristocratico mancese di 35 anni; diventando Sovrintendente della Casa Imperiale, raggiungerà una delle più prestigiose posizioni nella scala gerarchica imperiale Qing.
- Imperatore Qianlong: quinto imperatore della dinastia mancese Qing. Durante il suo regno la Cina vivrà un periodo di grande prosperità, ma dopo di esso la dinastia vivrà l'inizio del declino.
- Daming: Sovrintendente della Casa Imperiale da molto più tempo di Anjing (ha 50 anni), tra le altre cose è responsabile dell'amministrazione e del governo della Città Proibita.
- Li: erudito funzionario, è stato assunto come Direttore dell'Ufficio delle Petizioni Interne in seguito a un esame. Tra le altre cose, egli supervisiona il traffico strettamente sorvegliato all'interno della Città Proibita.
- Principe Yong Song: Sedicesimo Principe e figlio dodicenne della concubina Shouxiu, forse un giorno verrà scelto da Qianlong per succedergli al trono.
- Yang Chenghe: giovane ed erudito funzionario, assiste il Direttore Li nell'amministrazione della città.
- Maestro Wei: Tutore Imperiale, il Maestro Wei insegna principalmente gli antichi testi confuciani, e ogni giorno dispensa otto ore di lezione al Principe Yong Song.
- Gran Consigliere Yu: scelto tra i più alti ufficiali, è uno degli uomini più potenti dell'impero, e Qianlong ascolta sempre con interesse i suoi consigli.
- Imperatrice Madre: l'anziana madre di Qianlong vive semi-reclusa nel Palazzo della Pace Compassionevole.
- Shouxiu: giovane mancese divenuta Concubina di Quarto Rango da quando ha dato un figlio all'Imperatore, vive con la speranza che suo figlio ascenda al trono.
- Hua Bao: Dama di Corte della Quarta Concubina Shouxiu, vive nella Città Proibita da quando aveva 13 anni, ma presto sarà in grado di tornare alla sua famiglia per sposarsi.

## Doppiaggio
| Personaggio           | Doppiatore            |
| --------------------- | --------------------- |
| Sovrintendente Anjing | Massimo Antonio Rossi |
| Imperatore Qianlong   | Umberto Bortolani     |
| Capo Wang             | Raffaello Lombardi    |
| Capo Ma               | Riccardo Rovatti      |
| Sovrintendente Da     | Umberto Bortolani     |
| Maestro Wei           |                       |
| Imperatrice madre     | Giuliana Nanni        |
| Yang Cheng            | Gabriele Duma         |
| Concubina Shuxiu      |                       |
| Gran Consigliere Yu   | Riccardo Rovatti      |
| Wa Bao                |                       |
| Chu                   |                       |
| Concubina Fu          |                       |
| Direttore Li          |                       |
| Principe              |                       |

## Accoglienza
| Testata          | Giudizio |
| ---------------- | -------- |
| Adventure Gamers | 3.5/5    |
| PC Gaming World  | 4/10     |
| MobyGames        | [ 3 ]    |

Secondo Mattieu Saint-Dennis, capo marketing della Cryo Interactive, Cina - Crimini nella Città Proibita ha venduto 210,000 copie nella sola Europa a dicembre del 2000, di cui 60.000 in Francia. Michel Richard, della Réunion des Musées Nationaux, ha riferito che il gioco ha effettivamente "perso soldi", forse per colpa dell'ambientazione del gioco (stando al team di sviluppo).
Generalmente, l'accoglienza del gioco è stata altalenante, in quanto ha ricevuto voti come 3,5 su 5 da Adventure Gamers, ma anche 4 su 10 da parte della rivista PC Gaming World. Jeux video ha ritenuto l'enciclopedia presente nel gioco un elemento di un maggior valore rispetto al gioco in sé. Adventure Gamers ha descritto il gioco come "calmo, languido, elegante e orientale". Les Echose ne ha lodato la grafica in 3D e la tensione della trama. Meristration l'ha considerato un gioco adeguato ma non certo innovativo, anche perché quasi identico a Versailles 1685: Complotto alla corte del Re Sole, altro gioco della Cryo Interactive, uscito un mese prima. Just Adventure lo ha invece considerato "divertente, immersivo ed educativo".